# 日本國鐵及JR線路名稱列表
日本国铁及JR线路名称列表列出的是所有属于或曾属于日本的国有鐵道和JR的铁路线之名称。
日本国铁的线路名称最早根据1909年（明治42年）10月12日公布的国有铁道线路名称（明治42年铁道院告示第54号）制定，将铁道院所属的铁路线共区分为23部72线。在此之后，线路的名称随需要而有所变更，并最终演变为了现行的JR各社的线路名称。

## 定义
线路名称是对铁路线区间法理上的定义。除铁路线的主要区间外，其旅客支线、货物支线、联络线等主要区间外的线路也往往通过和主要区间共用一个线路名而被同等看待。
尽管一些货物支线亦拥有线路名，但倘若该货物支线仍然隶属于某条拥有线路名称的线路，该名称就会被视作非正式的，除非该货物支线独立为一条新的线路（例如清水港线）。
一个线之部往往由被称为“本线”的干线和支线组成，并以干线为主体，建设向周围扩散的支线。但是，由于特定地方交通線的实施，一些线之部（例如高山线之部、留萌线之部、土赞线之部等）实际上已无除本线以外的其它线路，使得该线之部仅含有本线本身。而阪鹤线之部、磐越线之部、陆羽线之部和桦太线之部则并不包含被称为“本线”的线路。线之部亦会由于本线被合并、废除而随之合并或者废除。
随着国铁分割民营化导致的干线分割，这一系统在今日已经不再常见，一般仅在书面上使用。

## 新干线的线路名称
新干线的线路名称等，根据其建设经历，对应如下：
- 东海道・山陽新幹線：被认定为对应在来线（東海道本線、山陽本線、鹿儿岛本线）的无名支线，同在来线采用相同的营业距离（此类认定方式于1982年东北新干线部分开通时开始使用，在此之前则被认为是在来线的“复线”，不被单独认为是一个区间）。
- 東北新幹線：全区间被认定为在来线（东北本线）的无名支线。但是，只有盛冈站以南的区间采用东北本线的营业距离，以北分离了并行在来线的区间则采用实际距离。
- 上越新干线 : 被认定为在来线（高崎線、上越線、信越本線）的无名支线，营业距离采用区间所对应在来线的营业距离。
- 北陸新幹線 : JR东日本部分隶属于“信越线之部”，JR西日本隶属于“北陆线之部”，作为独立线路记载。全区间的营业距离都采用实际距离。
- 九州新幹線 : 拥有并行在来线的博多站 - 新八代站和川内站 - 鹿儿岛中央站区间被认定为鹿儿岛本线的无名支线，营业距离采用对应在来线的营业距离。分离并行在来线的新八代站 - 川内站区间则被认定为隶属于“鹿儿岛线之部”的独立线路，营业距离采用实际距离。
- 北海道新幹線 : JR北海道并未公布线路名称，但由于符合并行在来线已经分离或不存在的条件[注释 1]），因此或为独立线路。此外，在青函隧道内的套轨区间中，尽管在来线和新干线在名称上相互独立，但实际上共用同一区间的设施。
- 西九州新幹線 : JR九州并未公布线路名称。

## 东海道线之部
| 路線名稱      | 启用时间       | 停用时间             | 备注                                                                         |
| ------------- | -------------- | -------------------- | ---------------------------------------------------------------------------- |
| 東海道本線    | 1909年10月12日 |                      |                                                                              |
| 山手線        | 1972年7月15日  |                      | 分离自山手线（东北线之部）。                                                 |
| 赤羽线        | 1972年7月15日  |                      | 分离自山手线（东北线之部）。                                                 |
| 南武线        | 1944年4月1日   |                      | 因收购南武铁道而制定。                                                       |
| 鹤见线        | 1943年7月1日   |                      | 因收购鹤见临港铁道而制定。                                                   |
| 武藏野線      | 1973年4月1日   |                      |                                                                              |
| 橫濱線        | 1910年4月1日   |                      | 因开始借用横滨铁道的线路而制定，但直到1917年10月1日才收购。                  |
| 根岸線        | 1964年5月19日  |                      | 由新设区间和东海道本线支线合并而来。                                         |
| 橫須賀線      | 1909年10月12日 |                      |                                                                              |
| 热海线        | 1920年10月21日 | 1934年12月1日        | 编入东海道本线。                                                             |
| 御殿场线      | 1934年12月1日  |                      | 分离自东海道本线。                                                           |
| 伊東線        | 1935年3月30日  |                      |                                                                              |
| 身延線        | 1938年10月1日  |                      | 因开始借用富士身延铁道的线路而制定，但直到1941年5月1日才收购。               |
| 清水港線      | 1944年12月1日  | 1984年4月1日         | 由东海道本线货物支线开始运行旅客列车而分离，被指定为第一次特定地方交通废除。 |
| 二俣线（2代） | 1940年6月1日   | 1987年3月15日        | 改称自二俣东线，后被指定为第二次特定地方交通线，转换至天龍濱名湖鐵道。       |
| 二俣东线      | 1936年12月1日  | 1940年6月1日         | 改称自二俣线（1代），后改名为二俣线（2代）。                                 |
| 二俣线（1代） | 1935年4月17日  | 1936年12月1日        | 改名为二俣东线。                                                             |
| 二俣西线      | 1936年12月1日  | 1940年6月1日         | 编入二俣线（2代）。                                                          |
| 飯田線        | 1943年8月1日   |                      | 因收购丰川铁道、凤来寺铁道、三信铁道、伊那电气铁道而制定。                   |
| 冈多线        | 1970年10月1日  | 1988年1月31日        | 被指定为第三次特定地方交通线，转换至愛知環狀鐵道。                           |
| 武豐線        | 1909年10月12日 |                      |                                                                              |
| 高山线        | 1920年11月1日  | 1934年10月25日       | 改名为高山本线并移动至高山线之部。                                           |
| 越美南线      | 1923年10月5日  | 1934年10月25日       | 移动至高山线之部。                                                           |
| 樽見線        | 1956年3月20日  | 1984年10月6日        | 被指定为第一次特定地方交通线，转换至樽見鐵道。                               |
| 大津线        | 1909年10月12日 | 1913年3月1日         | 编入东海道本线。                                                             |
| 湖西線        | 1974年4月20日  |                      |                                                                              |
| 京都线        | 1909年10月12日 | 1912年3月1日         | 编入山阴本线。                                                               |
| 大阪東線      | 2019年3月16日  |                      |                                                                              |
| 大阪環狀線    | 1961年4月26日  |                      | 由新设区间和西成线（部分）、城东线合并而来。                                 |
| 西成线        | 1909年10月12日 | 1961年4月25日        | 分离为櫻島線和大阪環狀線。                                                   |
| 櫻島線        | 1961年4月25日  |                      | 分离自西成线。                                                               |
| JR东西线      | 1997年3月8日   |                      |                                                                              |
| 福知山线      | 1912年3月1日   |                      | 分离自阪鹤线。                                                               |
| 櫻島線        | 1961年4月25日  |                      | 分离自西成线。                                                               |
| 有马线        | 1922年9月2日   | 1943年7月1日（休止） | 改称自有马轻便线，后被指定为不要不急线休止，事实上废除。                     |
| 有马轻便线    | 1915年4月16日  | 1922年9月2日         | 因收购有马铁道而制定，后伴随轻便铁道法废除而改名为有马线。                   |
| 篠山線        | 1944年3月21日  | 1972年3月1日         | 被指定为赤字83线废除。                                                       |

## 北陆线之部
| 路線名稱   | 启用时间       | 停用时间       | 备注                                                 |
| ---------- | -------------- | -------------- | ---------------------------------------------------- |
| 北陸本線   | 1909年10月12日 |                |                                                      |
| 北陸新幹線 | 2015年3月14日  |                | JR东日本管内区间属于信越线之部。                     |
| 柳瀨線     | 1957年10月1日  | 1964年5月11日  | 分离自北陆本线。1964年5月11日全线废除。              |
| 小濱線     | 1917年12月15日 |                |                                                      |
| 越美北線   | 1960年12月15日 |                |                                                      |
| 三國線     | 1911年12月15日 | 1972年3月1日   | 被指定为赤字83线废除。                               |
| 七尾線     | 1909年10月12日 |                |                                                      |
| 能登線     | 1959年6月15日  | 1988年3月25日  | 被指定为第三次特定地方交通线，转换至能登鐵道。       |
| 城端線     | 1942年8月1日   |                | 改称自中越线。                                       |
| 中越線     | 1920年9月1日   | 1942年8月1日   | 因收购中越铁道而制定。                               |
| 冰見線     | 1922年9月2日   |                | 改称自冰见轻便线。                                   |
| 冰见轻便线 | 1920年9月1日   | 1922年9月2日   | 因收购中越铁道而制定。伴随轻便铁道法废除而改称。     |
| 新湊線     | 1922年9月2日   |                | 改称自新凑轻便线。                                   |
| 新凑轻便线 | 1920年9月1日   | 1922年9月2日   | 因收购中越铁道而制定。伴随轻便铁道法废除而改称。     |
| 飞越线     | 1927年9月1日   | 1934年10月25日 | 编入高山本线。                                       |
| 富山港線   | 1943年6月1日   | 2006年3月1日   | 因收购富山地方鐵道富岩线而制定。转换至富山地方鐵道。 |
| 大糸北線   | 1934年11月14日 | 1957年8月15日  | 编入大糸線。                                         |

## 高山线之部
| 路線名稱 | 启用时间       | 停用时间       | 备注                                                                           |
| -------- | -------------- | -------------- | ------------------------------------------------------------------------------ |
| 高山本線 | 1934年10月25日 |                | 由高山线（东海道线之部）、飞越线（北陆线之部）合并而来，同时新创设高山线之部。 |
| 越美南線 | 1934年10月25日 | 1986年12月11日 | 移动自东海道线之部。被指定为第二次特定地方交通线，转换至長良川鐵道。           |
| 神冈线   | 1966年10月6日  | 1984年10月1日  | 被指定为第二次特定地方交通线，转换至神岡鐵道。                                 |

## 中央东线之部
| 路線名稱 | 启用时间       | 停用时间     | 备注                                                         |
| -------- | -------------- | ------------ | ------------------------------------------------------------ |
| 中央东线 | 1909年10月12日 | 1911年5月1日 | 一部分编入中央本线，另一部分分离为篠之井線，该部亦随之废除。 |

## 中央西线之部
| 路線名稱 | 启用时间       | 停用时间     | 备注                           |
| -------- | -------------- | ------------ | ------------------------------ |
| 中央西线 | 1909年10月12日 | 1911年5月1日 | 编入中央本线，该部亦随之废除。 |

## 中央线之部
| 路線名稱 | 启用时间       | 停用时间       | 备注                                                       |
| -------- | -------------- | -------------- | ---------------------------------------------------------- |
| 中央本線 | 1911年5月1日   | 1911年5月1日   | 伴随中央东线（一部分）和中央西线统合而来，同时新创设该部。 |
| 青梅線   | 1944年4月1日   |                | 因收购青梅电气铁道而制定。                                 |
| 五日市線 | 1944年4月1日   |                | 因收购南武铁道而制定。                                     |
| 八高線   | 1934年10月6日  |                | 由八高北线（东北线之部）、八高南线统合而来。               |
| 八高南線 | 1931年12月20日 | 1934年10月6日  | 改名为八高线。                                             |
| 小海線   | 1935年11月29日 |                | 由小海北线（信越线之部）、小海南线统合而来。               |
| 小海南線 | 1933年7月27日  | 1935年11月29日 | 改名为小海线。                                             |
| 篠之井線 | 1911年5月1日   |                | 分离自中央东线。                                           |
| 大糸線   | 1957年8月15日  | 1935年11月29日 | 改称自大糸南线。                                           |
| 大糸南線 | 1929年9月25日  | 1957年8月15日  | 改名为大糸线。                                             |
| 明知線   | 1933年5月24日  | 1985年11月6日  | 被指定为第一次特定地方交通线，转换至明知鐵道。             |
| 太多線   | 1926年9月25日  |                | 因收购东浓铁道而制定。                                     |
| 城北線   | 1991年12月1日  |                |                                                            |

## 阪鹤线之部
| 路線名稱 | 启用时间       | 停用时间     | 备注                                                       |
| -------- | -------------- | ------------ | ---------------------------------------------------------- |
| 阪鹤线   | 1909年10月12日 | 1912年3月1日 | 分割为福知山线、山阴本线的一部分和舞鶴線，该部亦随之废除。 |

## 山阳线之部
| 路線名稱        | 启用时间       | 停用时间       | 备注                                                                 |
| --------------- | -------------- | -------------- | -------------------------------------------------------------------- |
| 山陽本線        | 1909年10月12日 |                |                                                                      |
| 加古川線        | 1943年6月1日   |                | 因收购播丹铁道而制定。                                               |
| 高砂線          | 1943年6月1日   | 1984年12月1日  | 因收购播丹铁道而制定。被指定为第一次特定地方交通线废除。             |
| 三木線          | 1943年6月1日   | 1985年4月1日   | 因收购播丹铁道而制定。被指定为第一次特定地方交通线，转换至三木鐵道。 |
| 北條線          | 1943年6月1日   | 1985年4月1日   | 因收购播丹铁道而制定。被指定为第一次特定地方交通线，转换至北條鐵道。 |
| 鍛冶屋線        | 1943年6月1日   | 1990年4月1日   | 因收购播丹铁道而制定。被指定为第三次特定地方交通线废除。             |
| 播但線          | 1909年10月12日 |                |                                                                      |
| 姬新線          | 1936年10月10日 |                | 由作备线（2代）、姬津线（2代）合并而来。                             |
| 姬津线（2代）   | 1936年4月8日   | 1936年10月10日 | 由姬津西线（山阴线之部）、姬津东线合并而来。后编入姬新线。           |
| 姬津东线        | 1934年11月28日 | 1936年4月8日   | 改称自姬津线（1代），后改名为姬津线（2代）。                         |
| 姬津线（1代）   | 1930年9月1日   |                | 改名为姬津东线。                                                     |
| 赤穗線          | 1951年12月12日 |                |                                                                      |
| 津山線          | 1944年6月1日   |                | 因收购中国铁道而制定。                                               |
| 吉備線          | 1944年6月1日   |                | 因收购中国铁道而制定。                                               |
| 宇野線          | 1910年6月12日  |                |                                                                      |
| 本四備讚線      | 1988年3月20日  |                |                                                                      |
| 作备线（2代）   | 1930年12月11日 | 1936年12月1日  | 由作备西线、作备东线合并而来。后编入姬新线。                         |
| 作备东线        | 1929年4月14日  | 1930年12月11日 | 改称自作备线（1代），后改名为作备线（2代）。                         |
| 作备线          | 1923年8月21日  | 1929年4月14日  | 改名为作备东线。                                                     |
| 因美南线        | 1928年3月15日  | 1932年7月1日   | 编入因美線。                                                         |
| 伯備線          | 1928年10月25日 |                | 由伯备北线（山阴线之部）、伯备南线合并而来。                         |
| 伯备南线        | 1925年2月17日  | 1928年10月25日 | 编入伯备线。                                                         |
| 作备西线        | 1929年4月14日  | 1930年12月11日 | 编入作备线（2代）。                                                  |
| 作备东线        | 1929年4月14日  | 1930年12月11日 | 改称自作备线（1代）。后编入作备线（2代）。                           |
| 藝備線          | 1937年7月1日   |                | 因收购艺备铁道而制定，由收购区间和三神线合并而来。                   |
| 三神线          | 1930年2月10日  | 1937年7月1日   | 后编入艺备线。                                                       |
| 福鹽線（2代）   | 1938年7月28日  |                | 改称自福盐南线。                                                     |
| 福盐南线        | 1933年11月15日 | 1938年7月28日  | 改称自福盐线（1代），后改名为福盐线（2代）。                         |
| 福盐线          | 1933年8月21日  | 1929年4月14日  | 因收购两备铁道而制定。后改名为福盐南线。                             |
| 吳線（2代）     | 1935年11月24日 |                | 由吴线（1代）和三吴线合并而来。                                      |
| 三吴线          | 1930年3月19日  | 1935年11月24日 | 并入吴线（2代）。                                                    |
| 吴线（1代）     | 1909年10月12日 | 1935年11月24日 | 编入吴线（2代）。                                                    |
| 宇品線（2代）   | 1937年7月1日   | 1972年4月1日   | 由山阳本线货物支线开始运行旅客列车而分离。被指定为赤字83线废除。     |
| 宇品线（1代）   | 1909年10月12日 | 1919年8月1日   | 被编入山阳本线货物支线。后分离。                                     |
| 庄原线          | 1933年6月1日   | 1936年10月10日 | 因收购艺备铁道而制定。后编入三神线。                                 |
| 福盐北线        | 1933年11月15日 | 1938年7月28日  | 编入福盐线。                                                         |
| 可部線          | 1936年9月1日   |                | 因收购广滨铁道而制定。                                               |
| 岩德線（2代）   | 1944年10月11日 |                | 分离自山阳本线。                                                     |
| 岩德东线        | 1932年5月29日  | 1934年12月1日  | 改称自岩德线（1代），后编入山阳本线。                                |
| 岩德线（1代）   | 1929年4月5日   | 1932年5月29日  | 改名为岩德线。                                                       |
| 岩德西线        | 1932年5月29日  | 1934年12月1日  | 编入山阳本线。                                                       |
| 柳井线          | 1934年12月1日  | 1944年10月11日 | 分离自山阳本线，后再次编入山阳本线。                                 |
| 岩日線          | 1960年11月1日  | 1987年7月25日  | 被指定为第三次特定地方交通线，转换至錦川鐵道。                       |
| 山口線          | 1913年2月20日  |                |                                                                      |
| 宇部線          | 1948年2月1日   |                | 改称自宇部东线。                                                     |
| 宇部东线        | 1943年5月1日   | 1948年2月1日   | 因收购宇部铁道而制定，后改名为宇部线。                               |
| 小野田線（2代） | 1948年2月1日   |                | 改称自宇部西线。                                                     |
| 宇部西线        | 1943年5月1日   | 1948年2月1日   | 改名为小野田线（2代）。                                              |
| 小野田线        | 1943年5月1日   | 1947年10月1日  | 因收购小野田铁道而制定。后编入宇部西线。                             |
| 美禰線          | 1963年10月1日  |                | 改称自美禰線。                                                       |
| 美禰線（2代）   | 1924年3月23日  | 1963年10月1日  | 改名为美祢线。                                                       |
| 大岭线          | 1909年10月12日 | 1924年3月19日  | 改名为美禰線（2代）。                                                |
| 美禰線（1代）   | 1922年9月2日   | 1924年3月23日  | 编入美禰線（2代）。                                                  |
| 美禰轻便線      | 1920年6月1日   | 1922年9月2日   | 因收购美祢轻便铁道而制定。后因轻便铁道法废除而改称美禰线。           |
| 小串线          | 1925年6月1日   | 1933年2月24日  | 编入山陰本線。                                                       |

## 山阴线之部
| 路線名稱      | 启用时间       | 停用时间       | 备注                                                   |
| ------------- | -------------- | -------------- | ------------------------------------------------------ |
| 山陰本線      | 1909年10月12日 |                |                                                        |
| 舞鶴線        | 1912年3月1日   |                | 分离自阪鹤线。                                         |
| 宮津線        | 1924年4月12日  | 1990年4月1日   | 被指定为第三次特定地方交通线，转换至北近畿丹後鐵道。   |
| 峰豊線        | 1929年12月15日 | 1932年8月10日  | 编入宫津线。                                           |
| 因美線（2代） | 1932年7月1日   |                | 改称自因美北线。                                       |
| 因美北線      | 1928年3月15日  | 1932年7月1日   | 改称自因美线（1代），后改名为因美线（2代）。           |
| 因美線（1代） | 1922年9月3日   | 1928年3月15日  | 改称自因美轻便线，后改名为因美北线。                   |
| 因美轻便線    | 1919年12月20日 | 1922年9月2日   | 因轻便铁道法废止而改名。                               |
| 若櫻線        | 1930年1月20日  | 1987年10月14日 | 被指定为第三次特定地方交通线，转换至若櫻鐵道。         |
| 姬津西線      | 1934年11月28日 | 1936年4月8日   | 编入姬津线（山阳线之部）。                             |
| 倉吉線        | 1922年9月2日   | 1985年4月1日   | 改称自仓吉轻便线，后被指定为第一次特定地方交通线废除。 |
| 仓吉轻便线    | 1912年6月1日   | 1922年9月2日   | 因轻便铁道法废止而改名。                               |
| 伯备北线      | 1919年8月10日  | 1928年10月25日 | 编入伯备线（山阳线之部）。                             |
| 境線          | 1909年10月12日 |                |                                                        |
| 木次線        | 1932年12月18日 |                |                                                        |
| 大社線        | 1912年6月1日   | 1990年4月1日   | 被指定为第三次特定地方交通线废除。                     |
| 三江線（2代） | 1975年8月31日  | 2018年4月1日   | 改称自三江北线，后于2018年4月1日废除。                 |
| 三江北線      | 1955年3月31日  | 1975年8月31日  | 改称自三江线（1代），后改名为三江线（2代）。           |
| 三江線（1代） | 1930年4月20日  | 1955年3月31日  | 改名为三江北线。                                       |

## 关西线之部
| 路線名稱   | 启用时间       | 停用时间       | 备注                                               |
| ---------- | -------------- | -------------- | -------------------------------------------------- |
| 關西本線   | 1909年10月12日 |                |                                                    |
| 伊勢線     | 1973年9月1日   | 1987年3月27日  | 被指定为第三次特定地方交通线，转换至伊勢鐵道。     |
| 参宮線     | 1909年10月12日 | 1959年7月15日  | 移动至纪势线之部。                                 |
| 名松線     | 1929年8月25日  | 1959年7月15日  | 移动至纪势线之部。                                 |
| 纪势东线   | 1923年3月20日  | 1959年7月15日  | 编入纪势本线（纪势线之部）。                       |
| 纪势中线   | 1934年7月1日   | 1940年8月8日   | 因收购新宫铁道而制定，后编入纪势西线。             |
| 草津線     | 1909年10月12日 |                |                                                    |
| 信樂線     | 1933年5月8日   | 1987年7月13日  | 被指定为第一次特定地方交通线，转换至信樂高原鐵道。 |
| 奈良線     | 1909年10月12日 |                |                                                    |
| 樱之宫线   | 1909年10月12日 | 1913年11月15日 | 编入片町线。                                       |
| 櫻井線     | 1909年10月12日 |                |                                                    |
| 片町線     | 1909年10月12日 |                |                                                    |
| 和歌山線   | 1909年10月12日 |                |                                                    |
| 纪势西線   | 1924年2月28日  | 1959年7月15日  | 编入纪势本线（纪势线之部）。                       |
| 城东线     | 1909年10月12日 | 1961年4月25日  | 编入大阪環狀線。                                   |
| 阪和線     | 1944年5月1日   |                | 因收购南海電鐵山手线而制定。                       |
| 關西機場線 | 1994年6月15日  |                |                                                    |

## 纪势线之部
| 路線名稱 | 启用时间      | 停用时间 | 备注                                             |
| -------- | ------------- | -------- | ------------------------------------------------ |
| 紀勢本線 | 1959年7月15日 |          | 由参宫线（一部分）、纪势东线、纪势西线合并而来。 |
| 名松線   | 1959年7月15日 |          | 移动自关西线之部。                               |
| 参宮線   | 1959年7月15日 |          | 移动自关西线之部。                               |

## 東北线之部
| 路線名稱        | 启用时间       | 停用时间       | 备注 |
| --------------- | -------------- | -------------- | --- |
| 東北本線        | 1909年10月12日 |                | |
| 山手線          | 1909年10月12日 | 1972年7月15日  | 移动并分离为山手線（东海道线之部）、赤羽線（东海道线之部）。                                                     |
| 常磐線          | 1909年10月12日 |                | |
| 隅田川線        | 1909年10月12日 | 1911年5月5日   | 编入常磐线。 |
| 水郡線（2代）   | 1934年12月4日  |                | 改称自水郡南线。                                                                                                 |
| 水郡南线        | 1929年5月10日  | 1934年12月4日  | 改称自水郡线（1代），后改名为水郡线（2代）。                                                                     |
| 水郡线（1代）   | 1927年12月1日  | 1929年5月10日  | 因收购水户铁道而制定，改称自大郡线。                                                                             |
| 大郡线          | 1922年12月10日 | 1927年12月1日  | 改名为水郡线。                                                                                                   |
| 平郡东线        | 1915年7月10日  | 1917年10月10日 | 编入磐越东线（磐越线之部）。                                                                                     |
| 川越線          | 1940年7月22日  |                | |
| 高崎線          | 1909年10月12日 |                | |
| 八高北線        | 1931年7月1日   | 1934年10月6日  | 编入八高線（中央线之部）。                                                                                       |
| 上越線          | 1931年9月1日   |                | 由上越北线（信越线之部）、上越南线合并而来。                                                                     |
| 上越南線        | 1921年7月1日   | 1931年9月6日   | 改名为上越线。                                                                                                   |
| 吾妻線          | 1971年3月7日   |                | 改称自长野原线。                                                                                                 |
| 長野原線        | 1945年1月2日   | 1971年3月7日   | 改名为吾妻线。                                                                                                   |
| 只见线          | 1942年11月1日  | 1971年8月29日  | 编入只見線（磐越线之部）。                                                                                       |
| 十日町线        | 1931年9月1日   | 1944年6月1日   | 编入飯山線（信越线之部）。                                                                                       |
| 兩毛線          | 1909年10月12日 |                | |
| 足尾線          | 1913年10月13日 | 1989年3月29日  | 因开始借用足尾铁道的线路而制定，但直到1918年6月1日才收购，后被指定为第二次特定地方交通线，转换至渡良瀨溪谷鐵道。 |
| 水戶線          | 1909年10月12日 |                | |
| 真岡線          | 1922年9月2日   | 1988年4月11日  | 改称自真冈轻便线，后被指定为第二次特定地方交通线，转换至真岡鐵道。                                               |
| 真冈轻便线      | 1912年4月1日   | 1922年9月2日   | 因轻便铁道法废除而改名为真冈线。                                                                                 |
| 日光線          | 1909年10月12日 |                | |
| 烏山線          | 1923年4月15日  |                | |
| 白棚線          | 1938年10月1日  | 1944年12月11日 | 因开始借用白棚铁道的线路而制定，但直到1941年5月1日才收购，后被指定为不要不急线，事实上废除。                     |
| 水郡北线        | 1929年5月10日  | 1934年12月4日  | 编入水郡线（2代）。                                                                                              |
| 岩越线          | 1909年10月12日 | 1914年11月1日  | 移动至岩越线之部。                                                                                               |
| 平郡西线        | 1914年7月21日  | 1917年10月10日 | 编入磐越东线（磐越线之部）。                                                                                     |
| 川俁線          | 1926年3月1日   | 1972年5月14日  | 被指定为赤字83线废除。                                                                                           |
| 丸森線          | 1968年4月1日   | 1986年7月1日   | 被指定为第一次特定地方交通线，转换至阿武隈急行。                                                                 |
| 仙山線          | 1937年11月10日 |                | 改称自仙山东线。                                                                                                 |
| 仙山东线        | 1929年9月29日  | 1937年11月10日 | 改名为仙山线。                                                                                                   |
| 仙石線          | 1944年6月1日   |                | 因收购宫城电气铁道而制定。                                                                                       |
| 盐釜线          | 1956年7月9日   | 1997年4月1日   | 改称自盐竈線，后于1997年4月1日废除。                                                                             |
| 塩竈線          | 1909年10月12日 | 1956年7月9日   | 改名为盐釜线。                                                                                                   |
| 石卷線          | 1977年12月11日 |                | 移动自陆羽线之部。                                                                                               |
| 氣仙沼線（2代） | 1977年12月11日 |                | 改称自柳津线，移动自陆羽线之部。                                                                                 |
| 气仙沼线（1代） | 1957年2月11日  | 1977年12月11日 | 编入气仙沼线（2代）。                                                                                            |
| 大船渡線        | 1925年7月26日  |                | |
| 盛線            | 1970年3月1日   | 1984年4月1日   | 被指定为第一次特定地方交通线，转换至三陸鐵道。                                                                   |
| 北上線          | 1966年10月10日 |                | 改称自横黑线。                                                                                                   |
| 横黑線          | 1924年11月15日 | 1966年10月10日 | 改称自东横黑线。                                                                                                 |
| 东横黑线        | 1922年9月2日   | 1924年11月15日 | 改称自东横黑轻便线，后改名为横黑线。                                                                             |
| 东横黑轻便线    | 1921年3月25日  | 1922年9月2日   | 因轻便铁道法废除而改名为东横黑线。                                                                               |
| 釜石線（2代）   | 1950年10月10日 |                | 改称自釜石西线。                                                                                                 |
| 釜石西線        | 1944年10月11日 | 1950年10月10日 | 改称自釜石线。                                                                                                   |
| 釜石線          | 1936年8月1日   | 1944年10月11日 | 因收购岩手轻便铁道而制定，后改名为釜石西线。                                                                     |
| 田澤湖線        | 1966年10月20日 |                | 改称自桥场轻便线。                                                                                               |
| 桥场线          | 1922年9月2日   | 1966年10月20日 | 改称自桥场轻便线，后改名为田泽湖线。                                                                             |
| 桥场轻便线      | 1921年6月25日  | 1922年9月2日   | 因轻便铁道法废除而改名为桥场线。                                                                                 |
| 角館線          | 1970年11月1日  | 1986年11月1日  | 被指定为第一次特定地方交通线，转换至秋田内陸縱貫鐵道。                                                           |
| 山田線          | 1923年10月10日 |                | |
| 岩泉線          | 1972年2月6日   | 2014年4月1日   | 改称自小本线。                                                                                                   |
| 小本线          | 1942年6月25日  | 1972年2月6日   | 改名为岩泉线。                                                                                                   |
| 宮古線          | 1972年2月27日  | 1984年4月1日   | 被指定为第一次特定地方交通线，转换至三陸鐵道。                                                                   |
| 釜石东线        | 1944年10月11日 | 1950年10月10日 | 编入釜石线。 |
| 花輪線          | 1922年8月27日  |                | |
| 八戶線          | 1924年11月10日 |                | 改称自八之户线。                                                                                                 |
| 八之户线        | 1909年10月12日 | 1924年11月10日 | 改名为八户线。                                                                                                   |
| 久慈線          | 1975年7月20日  | 1984年4月1日   | 被指定为第一次特定地方交通线，转换至三陸鐵道。                                                                   |
| 大湊線          | 1922年9月2日   |                | 改称自大凑轻便线。                                                                                               |
| 大凑轻便线      | 1921年3月20日  | 1922年9月2日   | 因轻便铁道法废除而改名为大凑线。                                                                                 |
| 大畑線          | 1939年12月6日  | 1985年7月1日   | 被指定为第一次特定地方交通线废止。                                                                               |

## 磐越线之部（岩越线之部）
| 路線名稱 | 启用时间       | 停用时间       | 备注                                                       |
| -------- | -------------- | -------------- | ---------------------------------------------------------- |
| 岩越线   | 1914年11月1日  | 1917年10月10日 | 移动自东北线之部，同时新创设岩越线之部，后改名为磐越西线。 |
| 磐越東線 | 1917年10月10日 |                | 改称自平郡东线（东北线之部）。                             |
| 磐越西線 | 1917年10月10日 |                | 改称自岩越线，同时岩越线之部改名为磐越线之部。             |
| 只見線   | 1971年8月29日  |                | 由新设区间和会津线（东北线之部，一部分）合并而来。         |
| 會津線   | 1926年10月15日 | 1987年7月16日  | 被指定为第二次特定地方交通线，转换至會津鐵道。             |
| 日中線   | 1938年8月18日  | 1984年4月1日   | 被指定为第一次特定地方交通线废除。                         |

## 奥羽线之部
| 路線名稱      | 启用时间       | 停用时间       | 备注                                                               |
| ------------- | -------------- | -------------- | ------------------------------------------------------------------ |
| 奥羽本線      | 1909年10月12日 |                |                                                                    |
| 米坂線（2代） | 1936年8月31日  |                | 改称自米坂东线。                                                   |
| 米坂东线      | 1931年8月10日  | 1936年8月31日  | 改称自米坂线（1代），后改名为米坂线（2代）。                       |
| 米坂線        | 1926年9月28日  | 1931年8月10日  | 改名为米坂东线。                                                   |
| 長井線        | 1922年9月2日   | 1988年10月25日 | 改称自长井轻便线，后被指定为第三次特定地方交通线废除。             |
| 长井轻便线    | 1944年6月1日   |                | 因轻便铁道法废除而改名为长井线。                                   |
| 左澤線        | 1922年9月2日   |                | 改名自左泽轻便线。                                                 |
| 左泽轻便线    | 1913年10月26日 | 1922年9月2日   | 因轻便铁道法废除而改名为左泽线。                                   |
| 仙山西线      | 1933年10月7日  | 1937年11月10日 | 编入仙山线。                                                       |
| 酒田线        | 1913年12月7日  | 1917年11月1日  | 改名为陆羽西线（陆羽线之部）。                                     |
| 新庄线        | 1915年11月1日  | 1917年11月1日  | 编入陆羽东线（陆羽线之部）。                                       |
| 西横黑线      | 1922年9月2日   | 1924年11月5日  | 改称自西横黑轻便线，后编入横黑线（东北线之部）。                   |
| 西横黑轻便线  | 1920年10月10日 | 1922年9月2日   | 因轻便铁道法废除而改名为西横黑线。                                 |
| 生保内线      | 1922年9月2日   | 1966年10月20日 | 改称自生保内轻便线，后编入田澤湖線（东北线之部）。                 |
| 生保内轻便线  | 1921年7月30日  | 1922年9月2日   | 因轻便铁道法废除而改名为生保内线。                                 |
| 羽越北线      | 1920年2月22日  | 1924年4月20日  | 编入羽越线（羽越线之部）。                                         |
| 男鹿線        | 1968年4月1日   |                | 改称自船川线。                                                     |
| 船川线        | 1922年9月2日   | 1968年4月1日   | 改称自船川轻便线，后改名为男鹿线。                                 |
| 船川轻便线    | 1920年10月10日 | 1922年9月2日   | 因轻便铁道法废除而改名为船川线。                                   |
| 五能線        | 1936年7月30日  |                | 改称自五所川原线。                                                 |
| 能代线        | 1924年10月21日 | 1936年7月30日  | 改名为五能线。                                                     |
| 阿仁合線      | 1934年12月10日 | 1986年11月1日  | 被指定为第二次特定地方交通线，转换至秋田內陸縱貫鐵道。             |
| 五所川原线    | 1924年10月21日 | 1936年7月30日  | 编入五能线。                                                       |
| 黑石線        | 1922年9月2日   | 1984年11月10日 | 改称自黑石轻便线，后被指定为第一次特定地方交通线，转换至弘南鐵道。 |
| 黑石轻便线    | 1912年8月15日  | 1922年9月2日   | 因轻便铁道法废除而改名为黑石线。                                   |
| 津輕線        | 1951年12月5日  |                |                                                                    |

## 羽越线之部
| 路線名稱      | 启用时间       | 停用时间       | 备注 |
| ------------- | -------------- | -------------- | --- |
| 羽越本線      | 1925年11月20日 |                | 改称自羽越线（2代）。                                                                                                |
| 羽越線（2代） | 1924年7月31日  | 1925年11月20日 | 改称自村上线（信越线之部），后改名为羽越本线。                                                                       |
| 羽越線（1代） | 1924年4月20日  | 1924年7月31日  | 改称自羽越北线（奥羽线之部），由羽越北线（奥羽线之部）、陸羽東線（陆羽线之部）合并而来，后编入村上线（信越线之部）。 |
| 赤谷線        | 1925年11月20日 | 1984年4月1日   | 被指定为第一次特定地方交通线废除。                                                                                   |
| 白新線        | 1952年12月13日 |                | |
| 米坂西線      | 1931年8月10日  | 1936年8月31日  | 编入米坂線（奥羽线之部）。                                                                                           |
| 矢島線        | 1937年9月1日   | 1985年10月1日  | 因收购横庄铁道西线而制定，后被指定为第一次特定地方交通线，转换至由利高原鐵道。                                       |

## 陆羽线之部
| 路線名稱   | 启用时间       | 停用时间       | 备注                                                 |
| ---------- | -------------- | -------------- | ---------------------------------------------------- |
| 陸羽東線   | 1917年11月1日  |                | 改称自陆羽线。                                       |
| 陆羽线     | 1913年4月20日  | 1917年11月1日  | 新创设岩越线之部，后改名为陆羽线。                   |
| 陸羽西線   | 1917年11月1日  |                | 改称自酒田线（东北线之部）。                         |
| 石卷线     | 1922年9月2日   | 1977年12月11日 | 改称自石卷轻便线，后移动至东北线之部。               |
| 石卷轻便线 | 1921年1月1日   | 1922年9月2日   | 改称自仙北轻便线，后因轻便铁道法废除而改名为石卷线。 |
| 仙北轻便线 | 1919年9月1日   | 1921年1月1日   | 因收购仙北轻便铁道而制定，后改名为石卷轻便线。       |
| 柳津线     | 1968年10月24日 | 1977年12月1日  | 改名为气仙沼线（2代），移动至东北线之部。            |

## 信越线之部
| 路線名稱      | 启用时间       | 停用时间       | 备注                                                     |
| ------------- | -------------- | -------------- | -------------------------------------------------------- |
| 信越本線      | 1914年6月1日   |                | 改称自信越线。                                           |
| 信越線        | 1909年10月12日 | 1914年6月1日   | 新创设信越线之部。                                       |
| 北陸新幹線    | 1909年10月12日 |                | JR西日本管内区间属于北陆线之部。                         |
| 小海北線      | 1933年7月27日  | 1935年11月29日 | 改称自小海线（1代），后编入小海线（2代）。               |
| 小海線（1代） | 1932年12月27日 | 1933年7月27日  | 后改名为小海北线。                                       |
| 饭山线        | 1944年6月1日   |                | 因收购饭山铁道而制定。                                   |
| 上越北线      | 1920年11月1日  | 1931年9月1日   | 编入上越线（东北线之部）。                               |
| 十日町线      | 1927年6月15日  | 1931年9月1日   | 移动至东北线之部。                                       |
| 村上线        | 1914年6月1日   | 1924年7月31日  | 分离自信越线，后改名为羽越线并创设羽越线之部。           |
| 鱼沼線        | 1922年9月2日   | 1984年4月1日   | 改称自鱼沼轻便线，后被指定为第一次特定地方交通线废除。   |
| 鱼沼轻便线    | 1922年6月15日  | 1922年9月2日   | 因收购鱼沼铁道而制定，后因轻便铁道法废除而改名为鱼沼线。 |
| 越後線        | 1927年10月1日  |                | 因收购越后铁道而制定。                                   |
| 弥彦線        | 1927年10月1日  |                | 因收购越后铁道而制定。                                   |

## 总武线之部
| 路線名稱 | 启用时间       | 停用时间      | 备注                                           |
| -------- | -------------- | ------------- | ---------------------------------------------- |
| 総武本線 | 1909年10月12日 |               |                                                |
| 京葉線   | 1986年3月3日   |               |                                                |
| 外房線   | 1972年7月15日  |               | 改称自房总东线。                               |
| 房总东线 | 1933年4月1日   | 1972年7月15日 | 分离自房总线，后改名为外房线。                 |
| 房总線   | 1909年10月12日 | 1933年4月1日  | 分离为房总东线、房总西线。                     |
| 內房線   | 1972年7月15日  |               | 改称自房总西线。                               |
| 房总西线 | 1933年4月1日   | 1972年7月15日 | 分离自房总线，后改名为内房线。                 |
| 北条线   | 1919年5月24日  | 1933年4月1日  | 改称自木更津线，后编入房总线。                 |
| 木更津线 | 1912年3月28日  | 1919年5月24日 | 改名为北条线。                                 |
| 木原線   | 1930年4月1日   | 1988年3月24日 | 被指定为第一次特定地方交通线，转换至夷隅鐵道。 |
| 成田線   | 1920年9月1日   |               | 因收购成田铁道（初代）而制定。                 |
| 鹿島線   | 1970年8月20日  |               |                                                |
| 久留里線 | 1923年9月1日   |               | 因接受千叶县营铁道转让线路而制定。             |
| 東金線   | 1909年10月12日 |               |                                                |

## 予赞线之部（赞岐线之部、赞予线之部）
| 路線名稱      | 启用时间       | 停用时间      | 备注                                                       |
| ------------- | -------------- | ------------- | ---------------------------------------------------------- |
| 予讚線（2代） | 1988年6月1日   |               | 改称自予赞本线。                                           |
| 予赞本线      | 1933年8月1日   | 1988年6月1日  | 改称自予赞线（1代）。                                      |
| 予赞線（1代） | 1930年4月1日   | 1933年9月1日  | 改称自赞予线，同时赞予线之部改名为予赞线之部。             |
| 赞予線        | 1923年10月1日  | 1930年4月1日  | 改称自赞岐线，同时赞岐线线之部改名为赞予线之部。           |
| 赞岐線        | 1909年10月12日 | 1923年10月1日 | 改名为赞予線。                                             |
| 愛媛線        | 1933年10月1日  | 1935年10月6日 | 因收购爱媛铁道而制定，后分离为予赞本线（一部分）、内子线。 |
| 本四備讚線    | 1988年4月10日  |               |                                                            |
| 內子線        | 1935年10月6日  |               | 分离自爱媛线。                                             |
| 予土線        | 1974年3月1日   |               | 改称自宇和岛线。                                           |
| 宇和島線      | 1933年8月1日   | 1974年3月1日  | 因收购宇和岛铁道而制定，后改名为予土线。                   |

## 高德线之部
| 路線名稱      | 启用时间      | 停用时间      | 备注                                         |
| ------------- | ------------- | ------------- | -------------------------------------------- |
| 高德線（2代） | 1988年6月1日  |               | 改称自高德本线。                             |
| 高德本線      | 1935年3月20日 | 1988年6月1日  | 改称自高德线（1代）。                        |
| 高德線（1代） | 1925年8月1日  | 1988年6月1日  | 新创设高德线之部。                           |
| 鍛冶屋原線    | 1935年3月20日 | 1972年1月16日 | 移动自德岛线之部，后被指定为赤字83线废除。   |
| 鳴門線        | 1952年3月1日  |               | 改称自抚养线。                               |
| 抚养线        | 1935年3月20日 | 1952年3月1日  | 分离自阿波线（德岛线之部），后改名为鸣门线。 |

## 德岛线之部
| 路線名稱      | 启用时间       | 停用时间      | 备注                                                                                               |
| ------------- | -------------- | ------------- | -------------------------------------------------------------------------------------------------- |
| 德島線（2代） | 1988年6月1日   |               | 改称自德島本线。                                                                                   |
| 德島本線      | 1913年4月20日  | 1988年6月1日  | 改称自德岛线（1代）。                                                                              |
| 高德線（1代） | 1909年10月12日 | 1913年4月20日 | 新创设德岛线之部。                                                                                 |
| 阿波線        | 1909年10月12日 | 1913年4月20日 | 因收购阿波铁道而制定，后分离为高德本线、鍛冶屋原線、抚养线（高德线之部）。                         |
| 牟岐線        | 1936年3月27日  |               | |
| 小松島線      | 1922年9月2日   | 1985年3月14日 | 改称自小松岛轻便线，后被指定为第一次特定地方交通线废除。                                           |
| 小松岛轻便线  | 1913年4月20日  | 1922年9月2日  | 因开始借用阿波国共同汽船线路而制定，但直到1917年9月1日才收购。后因轻便铁道法废除而改名为小松岛线。 |

## 土赞线之部（高知线之部）
| 路線名稱      | 启用时间       | 停用时间       | 备注                                                                             |
| ------------- | -------------- | -------------- | -------------------------------------------------------------------------------- |
| 土讚線（2代） | 1988年6月1日   |                | 改称自土赞本线。                                                                 |
| 土赞本線      | 1963年12月18日 | 1988年6月1日   | 改称自土赞线（1代）。                                                            |
| 土赞线（1代） | 1935年11月28日 | 1963年12月18日 | 由予赞本线（一部分）、德岛本线（一部分）、高知线合并而来，同时新创设土赞线之部。 |
| 高知线        | 1924年3月30日  | 1935年11月28日 | 编入土赞线。                                                                     |
| 中村線        | 1963年12月18日 | 1988年6月1日   | 被指定为第三次特定地方交通线废除，转换至土佐黑潮鐵道。                           |

## 鹿儿岛线之部（人吉线之部）
| 路線名稱       | 启用时间       | 停用时间       | 备注                                                                     |
| -------------- | -------------- | -------------- | ------------------------------------------------------------------------ |
| 鹿兒島本線     | 1909年11月21日 |                | 改称自人吉本线，同时人吉线之部改名为鹿儿岛线之部。                       |
| 人吉本线       | 1909年10月12日 | 1909年11月21日 | 创设人吉线之部，后改名为鹿儿岛线之部。                                   |
| 小仓里线       | 1909年10月12日 | 1916年6月21日  | 于1916年6月21日废除。平日休止。                                          |
| 大藏線         | 1909年10月12日 | 1912年2月5日   | 于1912年2月5日废除。平日休止。                                           |
| 日田线         | 1956年3月15日  | 1956年11月19日 | 改称自添田线（1代），后移动至日丰线之部。                                |
| 添田线（1代）  | 1943年5月1日   | 1956年3月15日  | 因收购小仓铁道而制定，后改名为日田线。                                   |
| 室木線         | 1909年10月12日 | 1985年4月1日   | 被指定为第一次特定地方交通线废除。                                       |
| 名寄线（1代）  | 1909年10月20日 | 1921年3月25日  | 改名为名寄西线。                                                         |
| 蘆屋線         | 1950年5月10日  | 1961年6月1日   | 于1961年6月1日废除。                                                     |
| 香椎線         | 1944年5月1日   |                | 因收购西日本鐵道糟屋线而制定。                                           |
| 篠栗線         | 1909年10月12日 |                |                                                                          |
| 勝田線         | 1944年5月1日   | 1985年4月1日   | 因收购西日本鐵道宇美线而制定，后被指定为第一次特定地方交通线废除。       |
| 筑肥线         | 1937年10月1日  | 1983年3月22日  | 因收购西九州铁道而制定，后移动至长崎线之部。                             |
| 博多南線       | 1990年4月1日   |                |                                                                          |
| 甘木線         | 1939年4月28日  | 1986年4月1日   | 被指定为第一次特定地方交通线，转换至甘木鐵道。                           |
| 久大线         | 1928年12月24日 | 1935年5月25日  | 移动至久大线之部。                                                       |
| 矢部線         | 1945年12月26日 | 1985年4月1日   | 被指定为第一次特定地方交通线废除。                                       |
| 佐贺线         | 1931年9月24日  | 1935年5月25日  | 移动至长崎线之部。                                                       |
| 宫地线         | 1922年9月2日   | 1928年12月2日  | 改称自宫地轻便线，后分离为豐肥本線（丰肥线之部）、高森線（丰肥线之部）。 |
| 宫地轻便线     | 1914年6月21日  | 1922年9月2日   | 因轻便铁道法废除而改名为宫地线。                                         |
| 三角線         | 1909年10月12日 |                |                                                                          |
| 肥薩線（2代）  | 1927年10月17日 |                | 分离自鹿儿岛本线。                                                       |
| 肥薩線（1代）  | 1923年7月15日  | 1927年10月17日 | 分离自鹿儿岛本线。                                                       |
| 山野線（2代）  | 1937年12月12日 | 1988年2月1日   | 改称自山野西线，后被指定为第二次特定地方交通线废除。                     |
| 山野西線       | 1934年4月22日  | 1937年12月12日 | 改名为山野线（2代）。                                                    |
| 宮之城線       | 1927年10月17日 | 1987年1月10日  | 移动自川内线之部，后被指定为第二次特定地方交通线废除。                   |
| 指宿枕崎線     | 1963年10月31日 |                | 改称自指宿线。                                                           |
| 指宿線         | 1930年12月7日  | 1963年10月31日 | 改名为指宿枕崎线。                                                       |
| 湯前線         | 1924年3月30日  | 1989年10月1日  | 被指定为第三次特定地方交通线，转换至球磨川鐵道。                         |
| 山野東線       | 1934年4月22日  | 1937年12月12日 | 改称自山野线（1代），后编入山野线（2代）。                               |
| 山野线（初代） | 1922年9月2日   | 1934年4月22日  | 改称自山野轻便线，后改名为山野东线。                                     |
| 山野轻便线     | 1921年9月1日   | 1922年9月2日   | 因轻便铁道法废除而改名为山野线。                                         |
| 国都西线       | 1929年11月24日 | 1932年12月6日  | 编入日豐本線（日丰线之部）。                                             |
| 九州新幹線     | 2004年3月13日  |                | 仅新八代站 - 川内站。                                                    |

## 川内线之部
| 路線名稱 | 启用时间       | 停用时间       | 备注                                                                   |
| -------- | -------------- | -------------- | ---------------------------------------------------------------------- |
| 川内本线 | 1924年10月20日 | 1927年10月17日 | 改称自川内线，同时新创设川内线之部。后编入鹿儿岛本线，该部亦随之废除。 |
| 川内线   | 1913年10月11日 | 1924年10月20日 | 改名为川内本线。                                                       |
| 宫之城线 | 1924年10月20日 | 1927年10月17日 | 移动至鹿儿岛线之部。                                                   |

## 长崎线之部
| 路線名稱      | 启用时间       | 停用时间       | 备注                                                             |
| ------------- | -------------- | -------------- | ---------------------------------------------------------------- |
| 長崎本線      | 1909年10月12日 |                |                                                                  |
| 佐賀線        | 1935年5月25日  | 1987年3月28日  | 移动自鹿儿岛线之部，后被指定为第二次特定地方交通线废除。         |
| 唐津線        | 1909年10月12日 |                |                                                                  |
| 筑肥線        | 1983年3月22日  |                | 移动自鹿儿岛线之部。                                             |
| 有明東線      | 1934年3月24日  | 1934年12月1日  | 改称自有明线，后编入长崎本线。                                   |
| 有明線        | 1930年3月9日   | 1934年3月24日  | 移动自鹿儿岛线之部。                                             |
| 佐世保線      | 1909年10月12日 |                |                                                                  |
| 松浦線（2代） | 1945年3月1日   | 1988年4月1日   | 改称自伊万里线，后被指定为第二次特定地方交通线，转换至松浦鐵道。 |
| 伊万里线      | 1909年10月12日 | 1945年3月1日   | 改名为松浦线（2代）。                                            |
| 松浦線（1代） | 1936年10月1日  | 1945年3月1日   | 因收购佐世保铁道而制定，后编入松浦线（2代）。                    |
| 世知原線      | 1945年3月1日   | 1971年12月26日 | 分离自松浦线（初代），后被指定为赤字83线废除。                   |
| 臼之浦線      | 1945年3月1日   | 1971年12月26日 | 分离自松浦线（初代），后被指定为赤字83线废除。                   |
| 柚木線        | 1945年3月1日   | 1967年9月1日   | 分离自松浦线（初代），后于1967年9月1日全线废除。                 |
| 大村線        | 1934年12月1日  |                | 分离自长崎本线。                                                 |
| 有明西線      | 1934年3月24日  | 1934年12月1日  | 编入长崎本线。                                                   |

## 久大线之部
| 路線名稱 | 启用时间       | 停用时间      | 备注                                                         |
| -------- | -------------- | ------------- | ------------------------------------------------------------ |
| 久大本線 | 1937年6月27日  |               | 改称自久大线。                                               |
| 久大线   | 1934年11月15日 | 1937年6月27日 | 移动自鹿儿岛线之部，后改名为久大本线，同时新创设久大线之部。 |
| 彦山线   | 1937年8月22日  | 1956年3月15日 | 编入日田线（鹿儿岛线之部）。                                 |
| 宮原線   | 1937年6月27日  | 1984年12月1日 | 被指定为第一次特定地方交通线废除。                           |

## 丰肥线之部
| 路線名稱 | 启用时间      | 停用时间     | 备注                                                                                   |
| -------- | ------------- | ------------ | -------------------------------------------------------------------------------------- |
| 豐肥本線 | 1928年12月2日 |              | 由宫地线（一部分，鹿儿岛线之部）、犬饲线（日丰线之部）统合而来，同时新创立丰肥线之部。 |
| 高森線   | 1928年12月2日 | 1986年4月1日 | 分离自宫地线，后被指定为第一次特定地方交通线，转换至南阿蘇鐵道。                       |

## 日丰线之部（丰州线之部）
| 路線名稱      | 启用时间       | 停用时间       | 备注                                                               |
| ------------- | -------------- | -------------- | ------------------------------------------------------------------ |
| 日豐本線      | 1921年8月5日   |                | 改称自丰州本线。                                                   |
| 丰州本线      | 1909年10月12日 | 1923年12月15日 | 创设丰州线之部，后改名为日丰本线，同时丰州线之部改名为日丰线之部。 |
| 日田彥山線    | 1960年4月1日   |                | 改称自日田线。                                                     |
| 日田线        | 1956年11月9日  | 1960年4月1日   | 移动自鹿儿岛线之部，后改名为日田彦山线。                           |
| 添田線（2代） | 1960年4月1日   | 1985年4月1日   | 分离自日田线，后被指定为第一次特定地方交通线废除。                 |
| 田川線        | 1909年10月12日 | 1989年10月1日  | 被指定为第一次特定地方交通线，转换至平成筑豐鐵道。                 |
| 宫床线        | 1909年10月12日 | 1943年7月1日   | 编入糸田线（筑丰线之部）。                                         |
| 大汤线        | 1922年12月1日  | 1934年11月15日 | 因收购大汤铁道而制定，后编入久大线（久大线之部）。                 |
| 犬饲线        | 1922年9月2日   | 1928年12月2日  | 改称自犬饲轻便线，后编入丰肥本线。                                 |
| 犬饲轻便线    | 1914年4月1日   | 1922年9月2日   | 因轻便铁道法废除而改名为犬饲线。                                   |
| 高千穗線      | 1972年7月22日  | 1989年4月28日  | 改称自日之影线，后被指定为第二次特定地方交通线，转换至高千穗鐵道。 |
| 日之影线      | 1935年2月20日  | 1972年7月22日  | 改名为高千穗线。                                                   |
| 细岛线        | 1923年12月15日 | 1972年2月1日   | 移动至自宫崎线之部，后编入日豐本線。                               |
| 妻線          | 1923年12月15日 | 1984年12月1日  | 移动至自宫崎线之部，后被指定为第一次特定地方交通线废除。           |
| 日南線        | 1963年8月8日   |                |                                                                    |
| 宮崎機場線    | 1996年7月18日  |                |                                                                    |
| 吉都線        | 1932年12月6日  |                | 分离自日丰本线                                                     |
| 志布志線      | 1923年12月15日 | 1987年3月28日  | 移动自宫崎线之部，后被指定为第二次特定地方交通线废除。             |
| 国都东线      | 1929年4月28日  | 1932年12月6日  | 编入日丰本线。                                                     |
| 大隅線        | 1972年9月9日   | 1987年3月14日  | 改称自古江线（2代），后被指定为第二次特定地方交通线废除。          |
| 古江线（2代） | 1938年10月10日 | 1972年9月9日   | 改称自古江东线，后改名为大隅线。                                   |
| 古江东线      | 1935年10月28日 | 1938年10月10日 | 改名为古江线。                                                     |
| 古江西线      | 1935年10月28日 | 1938年10月10日 | 改称自古江线（1代），后编入古江东线。                              |
| 古江线（1代） | 1935年6月1日   | 1935年10月28日 | 改名为古江西线。                                                   |
| 油津線        | 1935年7月1日   | 1941年10月28日 | 因收购宫崎县营铁道而制定，后于1941年10月28日废除。                 |

## 筑丰线之部
| 路線名稱 | 启用时间       | 停用时间       | 备注 |
| -------- | -------------- | -------------- | --- |
| 筑豐本線 | 1909年10月12日 |                | |
| 香月線   | 1911年10月1日  | 1985年4月1日   | 分离自筑丰本线，后被指定为第一次特定地方交通线废除。                                                     |
| 伊田線   | 1909年10月12日 | 1989年4月1日   | 被指定为第三次特定地方交通线废除，转换至平成筑豐鐵道。                                                   |
| 糸田線   | 1943年7月1日   | 1989年4月1日   | 因收购产业水泥铁道并合并宫床线而制定，后被指定为第三次特定地方交通线废除，转换至平成筑豐鐵道。           |
| 宮田線   | 1937年8月10日  | 1989年12月13日 | 改称自桐野线，后被指定为第三次特定地方交通线废除。                                                       |
| 桐野線   | 1912年7月21日  |                | 分离自筑丰本线，后改名为宫田线。                                                                         |
| 幸袋線   | 1909年10月12日 | 1969年12月8日  | 被指定为赤字83线废除。                                                                                   |
| 後藤寺線 | 1943年7月1日   |                | 因收购产业水泥铁道并合并漆生线（一部分）而制定，后被指定为第三次特定地方交通线废除，转换至平成筑豐鐵道。 |
| 漆生線   | 1943年7月1日   | 1986年4月1日   | 分离自筑丰本线，后被指定为第二次特定地方交通线废除。                                                     |
| 長尾線   | 1909年10月12日 | 1929年12月7日  | 编入筑丰本线。                                                                                           |
| 上山田線 | 1929年12月17日 | 1988年9月1日   | 分离自筑丰本线，后被指定为第二次特定地方交通线废除。                                                     |

## 鹿儿岛线之部（初代）
| 路線名稱 | 启用时间       | 停用时间       | 备注                                               |
| -------- | -------------- | -------------- | -------------------------------------------------- |
| 鹿儿岛线 | 1909年10月12日 | 1909年11月21日 | 编入鹿儿岛本线（改称自人吉本线），该部亦随之废除。 |

## 宫崎线之部
| 路線名稱   | 启用时间       | 停用时间       | 备注                                                       |
| ---------- | -------------- | -------------- | ---------------------------------------------------------- |
| 宫崎本线   | 1917年9月21日  | 1923年12月15日 | 改称自宫崎线，后编入日丰本线，宫崎线之部亦同时废除。       |
| 宫崎线     | 1912年10月1日  | 1917年9月21日  | 新创设宫崎线之部，后改名为宫崎本线。                       |
| 志布志线   | 1923年1月14日  | 1923年12月15日 | 移动至日丰线之部。                                         |
| 妻线       | 1922年9月2日   | 1923年12月15日 | 改称自妻轻便线，后移动至日丰线之部。                       |
| 妻轻便线   | 1917年9月21日  | 1922年9月2日   | 因收购宫崎县营铁道而制定，后因轻便铁道法废除而改名为妻线。 |
| 细岛线     | 1922年9月2日   | 1923年12月15日 | 改称自细岛轻便线，后移动至日丰线之部。                     |
| 细岛轻便线 | 1921年10月11日 | 1922年9月2日   | 因轻便铁道法废除而改名为细岛线。                           |

## 函馆线之部
| 路線名稱      | 启用时间       | 停用时间       | 备注                                                     |
| ------------- | -------------- | -------------- | -------------------------------------------------------- |
| 函館本線      | 1909年10月12日 |                |                                                          |
| 江差線        | 1936年11月10日 | 2016年3月26日  | 改称自上矶线，后被指定为并行在来线而转换至道南渔火鐵道。 |
| 上矶线        | 1922年9月2日   | 1936年11月10日 | 改称自上矶轻便线，后改名为江差线。                       |
| 上矶轻便线    | 1913年9月15日  | 1922年9月2日   | 因轻便铁道法废除而改名为上矶线。                         |
| 松前線        | 1953年11月8日  | 1988年2月1日   | 改称自福山线，后被指定为第二次特定地方交通线废除。       |
| 福山线        | 1937年10月12日 | 1953年11月8日  | 改名为松前线。                                           |
| 海峽線        | 1988年3月13日  |                |                                                          |
| 瀨棚線        | 1929年12月13日 | 1987年3月16日  | 被指定为第二次特定地方交通线废除。                       |
| 长轮线（2代） | 1928年9月10日  | 1931年4月1日   | 改称自长轮西线，后编入室蘭本線。                         |
| 长轮西线      | 1928年9月10日  | 1931年4月1日   | 改称自长轮西线。                                         |
| 长轮线        | 1923年12月10日 | 1925年8月10日  | 改名为长轮西线。                                         |
| 京极线        | 1922年9月2日   | 1944年7月1日   | 改称自京极轻便线，后编入膽振線（室兰线之部）。           |
| 京极轻便线    | 1919年11月15日 | 1922年9月2日   | 因轻便铁道法废除而改名为京极线。                         |
| 札沼線        | 1935年10月3日  |                | 改称自札沼南线。                                         |
| 札沼南线      | 1934年11月20日 | 1935年10月3日  | 改名为札沼线。                                           |
| 千歲線        | 1943年8月1日   |                | 因收购北海道铁道而制定。                                 |
| 石勝線        | 1981年10月1日  |                | 改称自夕张线（室兰线之部）。                             |
| 幌內線        | 1909年10月12日 | 1987年7月13日  | 被指定为第一次特定地方交通线废除。                       |
| 歌志內線      | 1909年10月12日 | 1988年4月25日  | 被指定为第一次特定地方交通线废除。                       |
| 手宮線        | 1909年10月12日 | 1985年11月5日  | 于1985年11月5日废除。                                    |
| 幌內線        | 1909年10月12日 | 1987年7月13日  | 被指定为第一次特定地方交通线废除。                       |
| 岩內線        | 1922年9月2日   | 1985年7月1日   | 改称自岩内轻便线，后被指定为第一次特定地方交通线废除。   |
| 岩内轻便线    | 1912年11月1日  | 1922年9月2日   | 因轻便铁道法废除而改名为岩内线。                         |
| 深名線        | 1941年10月10日 | 1995年9月4日   | 改称自幌加内线，后于1995年9月4日废除。                   |
| 幌加内线      | 1931年10月10日 | 1941年10月10日 | 改称自雨龙线，后改名为深名线。                           |
| 雨龙线        | 1924年10月25日 | 1931年10月10日 | 改名为深名线。                                           |

## 室兰线之部
| 路線名稱          | 启用时间       | 停用时间      | 备注                                                       |
| ----------------- | -------------- | ------------- | ---------------------------------------------------------- |
| 室蘭本線（2代）   | 1931年4月1日   |               | 改称自长轮线（2代，函馆线之部）。                          |
| 室兰本线（1代）   | 1909年10月12日 | 1931年4月1日  | 编入长轮线（2代，函馆线之部）。                            |
| 膽振線            | 1944年7月1日   | 1986年11月1日 | 因收购胆振铁道而制定，后被指定为第二次特定地方交通线废除。 |
| 富内线            | 1943年8月1日   | 1943年11月1日 | 移动至日高线之部。                                         |
| 萬字線            | 1922年9月2日   | 1985年4月1日  | 改称自万字轻便线。                                         |
| 万字轻便线        | 1914年11月11日 | 1922年9月2日  | 因轻便铁道法废除而改名为万字线。                           |
| 涌别轻便线（2代） | 1914年10月5日  | 1916年11月7日 | 编入留辺蘂轻便线。                                         |
| 夕张线            | 1909年10月12日 | 1981年10月1日 | 改名为石勝線（函馆线之部）。                               |
| 长轮东线          | 1925年8月20日  | 1928年9月10日 | 编入长轮线（函馆线之部）。                                 |

## 日高线之部
| 路線名稱 | 启用时间      | 停用时间      | 备注                                                       |
| -------- | ------------- | ------------- | ---------------------------------------------------------- |
| 日高本線 | 1943年11月1日 |               | 改称自日高线，同时新创设日高线之部。                       |
| 日高線   | 1927年8月1日  | 1943年11月1日 | 因收购苫小牧轻便铁道、日高拓殖铁道而制定，后改称日高本线。 |
| 富內線   | 1943年11月1日 | 1986年11月1日 | 移动自室兰线之部，后被指定为第二次特定地方交通线废除。     |

## 留萌线之部（留萠线之部）
| 路線名稱 | 启用时间       | 停用时间       | 备注 |
| -------- | -------------- | -------------- | --- |
| 留萌本線 | 1997年4月1日   |                | 改称自留萠本线，同时留萠线之部改名为留萌线之部。                                                          |
| 留萠本線 | 1931年10月18日 | 1997年4月1日   | 改称自留萠线，后改名为留萌本线。                                                                          |
| 留萠线   | 1931年10月18日 | 1910年11月23日 | 新创设留萠线之部，后改名为留萠本线。                                                                      |
| 札沼北线 | 1931年10月10日 | 1935年10月3日  | 编入札沼線（函馆线之部）。                                                                                |
| 羽幌線   | 1931年10月10日 | 1987年3月30日  | 分离自留萠线，由天盐线（4代，宗谷线之部）、新设区间、羽幌线合并而来，后被指定为第二次特定地方交通线废除。 |

## 根室线之部（钏路线之部）
| 路線名稱 | 启用时间       | 停用时间       | 备注                                                                                     |
| -------- | -------------- | -------------- | ---------------------------------------------------------------------------------------- |
| 根室本線 | 1921年8月5日   |                | 改称自钏路本线。                                                                         |
| 钏路本线 | 1913年11月10日 | 1921年8月5日   | 改称自钏路线，后改名为根室本线，同时钏路线之部改名为根室线之部。                         |
| 钏路线   | 1909年10月12日 | 1913年11月10日 | 新创设钏路线之部，后改名为钏路本线。                                                     |
| 富良野線 | 1913年11月10日 |                | 分离自钏路线。                                                                           |
| 士幌線   | 1925年12月10日 | 1987年3月23日  | 被指定为第二次特定地方交通线废除。                                                       |
| 廣尾線   | 1929年11月2日  | 1987年2月2日   | 被指定为第二次特定地方交通线废除。                                                       |
| 池北線   | 1961年4月1日   | 1987年2月2日   | 分离自网走本线（网走线之部），后被指定为第二次特定地方交通线，转换至北海道池北高原鐵道。 |
| 白糠線   | 1964年10月7日  | 1983年10月30日 | 被指定为第二次特定地方交通线废除。                                                       |
| 钏网线   | 1927年9月15日  | 1931年9月20日  | 移动至钏网线之部。                                                                       |
| 標津線   | 1933年12月1日  | 1937年10月30日 | 编入标津线（钏网线之部）。                                                               |

## 宗谷线之部（天盐线之部）
| 路線名稱        | 启用时间       | 停用时间       | 备注                                                  |
| --------------- | -------------- | -------------- | ----------------------------------------------------- |
| 宗谷本線（2代） | 1922年11月4日  |                | 改称自宗谷线。                                        |
| 宗谷线          | 1921年10月5日  | 1922年11月4日  | 改称自宗谷本线（1代），后改名为宗谷线。               |
| 宗谷本线        | 1912年9月21日  | 1921年10月5日  | 改称自天盐线（1代），同时天盐线之部改名为宗谷线之部。 |
| 天盐线（1代）   | 1909年10月12日 | 1912年10月5日  | 创设天盐线之部。                                      |
| 石北西线        | 1927年10月10日 | 1932年10月1日  | 改称自石北线，后改名为石北线（石北线之部）。          |
| 石北线          | 1922年11月4日  | 1927年10月10日 | 改名为石北西线。                                      |
| 名寄西线        | 1921年3月25日  | 1921年10月5日  | 改称自名寄线，后改名为名寄线（2代，名寄线之部）。     |
| 名寄线（1代）   | 1909年10月20日 | 1921年3月25日  | 改名为名寄西线。                                      |
| 名雨线          | 1937年11月10日 | 1941年10月10日 | 编入深名線（函馆线之部）。                            |
| 美幸線          | 1964年10月5日  | 1985年9月17日  | 被指定为第一次特定地方交通线废除。                    |
| 天盐线（3代）   | 1926年9月25日  | 1930年4月1日   | 改称自天盐南线，后编入宗谷本线。                      |
| 天盐南线        | 1924年6月25日  | 1926年9月25日  | 改称自天盐线（2代），后改名为天盐线（3代）。          |
| 天盐线（2代）   | 1922年11月8日  | 1924年6月25日  | 改名为天盐南线。                                      |
| 天北線          | 1961年4月1日   | 1989年5月1日   | 改称自北见线，后被指定为第二次特定地方交通线废除。    |
| 北见线          | 1930年4月1日   | 1961年4月1日   | 分离自宗谷本线，后改名为天北线。                      |
| 興濱北線        | 1936年7月10日  | 1985年7月1日   | 被指定为第一次特定地方交通线废除。                    |
| 天盐线（4代）   | 1935年6月30日  | 1958年10月18日 | 编入羽幌線（留萌线之部）。                            |
| 天盐北线        | 1924年6月25日  | 1926年9月25日  | 编入天盐线（3代）。                                   |

## 名寄线之部
| 路線名稱      | 启用时间       | 停用时间       | 备注                                                                            |
| ------------- | -------------- | -------------- | ------------------------------------------------------------------------------- |
| 名寄本線      | 1923年11月5日  | 1989年5月1日   | 改称自名寄线，后被指定为第2次特定地方交通线废除，该部亦随之废除。               |
| 名寄线（2代） | 1921年10月5日  | 1923年11月5日  | 改称自名寄西线，同时新创设名寄线之部。后改名为名寄本线。                        |
| 興濱南線      | 1935年9月15日  | 1985年7月15日  | 被指定为第1次特定地方交通线废除。                                               |
| 渚滑線        | 1923年11月5日  | 1985年4月1日   | 被指定为第1次特定地方交通线废除。                                               |
| 湧網線        | 1953年10月22日 | 1987年3月20日  | 由涌网西线、涌网东线（网走线之部）合并而来。后被指定为第1次特定地方交通线废除。 |
| 湧網西線      | 1935年10月20日 | 1953年10月22日 | 改名为涌网线。                                                                  |

## 石北线之部
| 路線名稱 | 启用时间      | 停用时间     | 备注 |
| -------- | ------------- | ------------ | --- |
| 石北本線 | 1961年4月1日  |              | 由网走本线（一部分）、石北线合并而来。                                                                             |
| 石北線   | 1932年10月1日 | 1961年4月1日 | 由石北西线（宗谷线之部）、石北东线（网走线之部）、涌别线（一部分）合并而来，同时新创设石北线之部。后改称石北本线。 |
| 相生線   | 1961年4月1日  | 1982年4月1日 | 移动自网走线之部，后被指为第一次特定地方交通线废除。                                                               |

## 网走线之部
| 路線名稱          | 启用时间       | 停用时间       | 备注                                                                                               |
| ----------------- | -------------- | -------------- | -------------------------------------------------------------------------------------------------- |
| 网走本线          | 1912年11月18日 | 1961年4月15日  | 改称自网走线，后分离为池北線（根室线之部）、石北本線（石北线之部，一部分），网走线之部亦同时废除。 |
| 网走线            | 1910年9月22日  | 1912年11月18日 | 新创设网走线之部，后改名为网走本线。                                                               |
| 石北东线          | 1927年10月10日 | 1932年10月1日  | 编入石北线（石北线之部）。                                                                         |
| 涌别线            | 1922年9月2日   | 1932年10月1日  | 改称自涌别轻便线（3代），后分离为石北线（石北线之部）、名寄本線（名寄线之部）。                    |
| 涌别轻便线（3代） | 1916年11月7日  | 1922年9月2日   | 改称自留辺蘂轻便线，后因轻便铁道法废除而改名为涌别线。                                             |
| 涌别轻便线（2代） | 1914年10月5日  | 1916年11月7日  | 编入留辺蘂轻便线。                                                                                 |
| 留辺蘂轻便线      | 1914年10月5日  | 1916年11月7日  | 改称自涌别轻便线（1代），后改名为涌别轻便线（2代）。                                               |
| 涌别轻便线（1代） | 1912年11月18日 | 1914年10月5日  | 改名为留辺蘂轻便线。                                                                               |
| 名寄东线          | 1921年3月25日  | 1921年10月5日  | 编入名寄本线（名寄线之部）。                                                                       |
| 相生线            | 1924年11月7日  | 1961年4月1日   | 移动至石北线之部。                                                                                 |
| 涌网东线          | 1935年10月10日 | 1953年10月22日 | 编入涌网线。                                                                                       |

## 钏网线之部
| 路線名稱 | 启用时间       | 停用时间       | 备注 |
| -------- | -------------- | -------------- | --- |
| 釧網本線 | 1936年10月29日 |                | 改称自钏网线。                                                                                               |
| 釧網線   | 1931年9月20日  | 1936年10月29日 | 移动自根室线之部，由网走本线（一部分）、钏网线（根室线之部）合并而来，同时新创设钏网线之部。后改称钏网本线。 |
| 標津線   | 1937年10月30日 | 1989年4月29日  | 移动自根室线之部，由标津线（根室线之部）、计根别线合并而来。                                                 |
| 计根别线 | 1936年10月29日 | 1937年10月30日 | 编入标津线。                                                                                                 |
| 根北線   | 1957年11月10日 | 1970年12月1日  | 被指定为赤字83線废除。                                                                                       |

## 桦太线之部
| 路線名稱 | 启用时间       | 停用时间       | 备注                                                                                             |
| -------- | -------------- | -------------- | ------------------------------------------------------------------------------------------------ |
| 樺太東線 | 1943 年4月 1日 | 1946 年2月 1日 | 因桦太厅铁道编入铁道省 而制定，同时新创设桦太 线之部。后该部线路编入 苏联国铁，该部亦随之废 除。 |
| 樺太西線 | 1943 年4月 1日 | 1946 年2月 1日 | 因桦太厅铁道编入铁道省 而制定，同时新创设桦太 线之部。后该部线路编入 苏联国铁，该部亦随之废 除。 |
| 豐真線   | 1943 年4月 1日 | 1946 年2月 1日 | 因桦太厅铁道编入铁道省 而制定，同时新创设桦太 线之部。后该部线路编入 苏联国铁，该部亦随之废 除。 |
| 川上線   | 1943 年4月 1日 | 1946 年2月 1日 | 因桦太厅铁道编入铁道省 而制定，同时新创设桦太 线之部。后该部线路编入 苏联国铁，该部亦随之废 除。 |